# CLEC4A
CLEC4A‏ (C-type lectin domain family 4 member A) هوَ بروتين يُشَفر بواسطة جين CLEC4A في الإنسان.